# Roger Federers tennissäsong 2010
Roger Federers tennissäsong 2010 var den schweiziska tennisspelaren Roger Federers trettonde professionella tennissäsong.

## Årssammanfattning

### Australiska öppna
I Australiska öppna förbättrade Federer sitt rekord till tjugotre raka Grand Slam-semifinaler efter att ha besegrat Nikolaj Davydenko i fyra set i kvartsfinalen. Han utklassade Jo-Wilfried Tsonga i semifinalen i raka set och nådde sin åttonde raka Grand Slam-final. I finalen mötte Federer Andy Murray. Federer vann de två första seten ganska komfortabelt. I det tredje setet bröt Murray Federer tidigt men Federer bröt tillbaks strax före Murray skulle ha vunnit det tredje setet och setet gick till tiebreak. Efter att ha räddat fem setbollar i det tredje setets tiebreak, vann han på sin tredje matchboll sin sextonde Grand Slam-titel i raka set med 6–3, 6–4, 7–6(13–11).

### Franska öppna

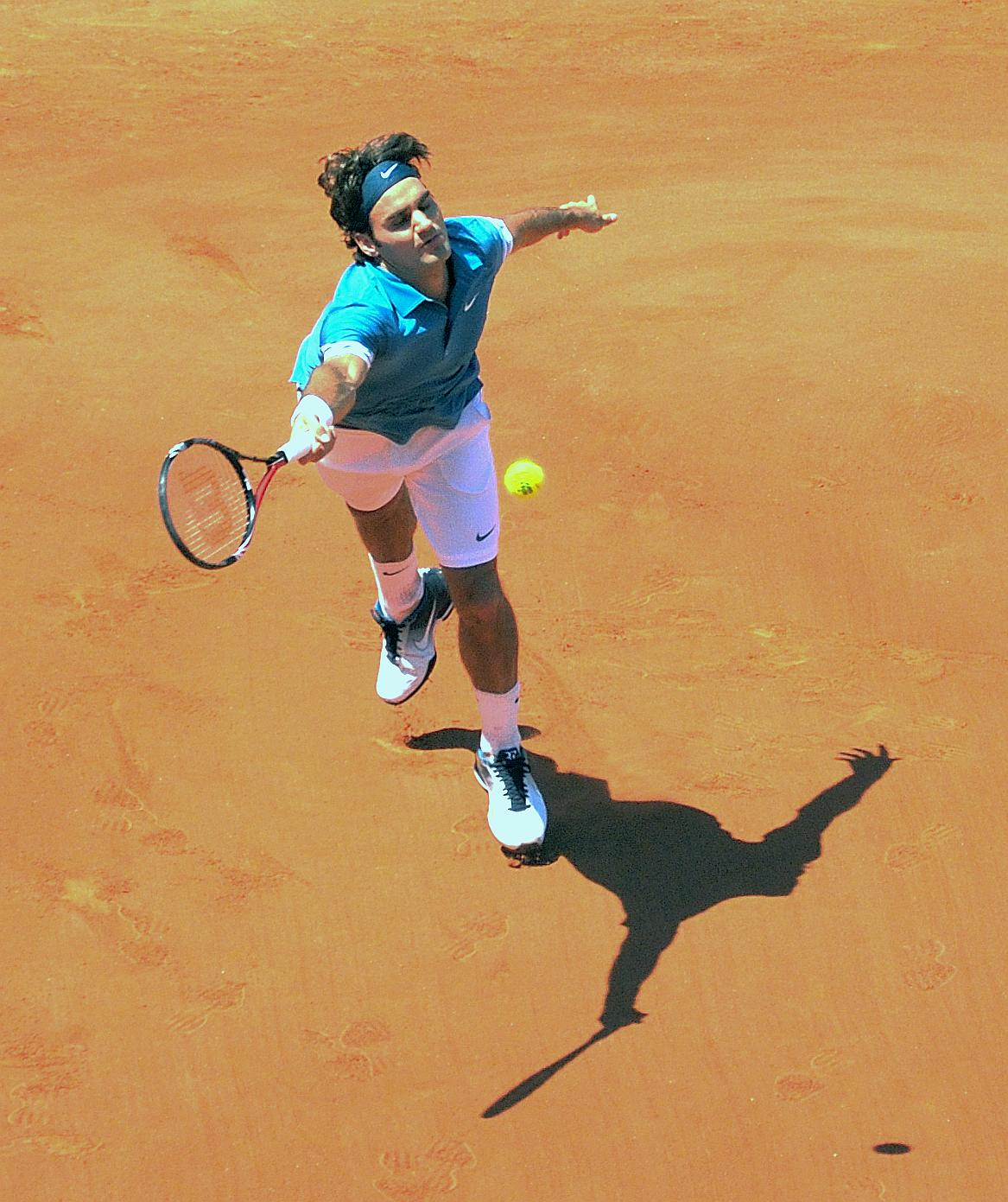
Federer spelar i Franska öppna 2010.

Under våren och sommaren hade Federer skadeproblem, bland annat från ryggen. Trots detta spelade han på hög nivå, men lyckades inte nå final i någon av säsongens tre återstående Grand Slam-turneringar. I Franska öppna besegrades han i kvartsfinalen av blivande finalisten Robin Söderling. Förlusten innebar att Federer inte längre var världsetta, vilket betydde att han ännu inte innehade rekordet som den spelare som varit världsetta under längst tid (Pete Sampras 286 veckor, Federer 284 veckor).

### Wimbledon
I Wimbledon lyckades Federer överleva en femsetare mot Alejandro Falla i första omgången, efter att ha legat under med två set. Han förlorade sedan bara ett set tills kvartsfinalen, där Federer besegrades oväntat av Tomáš Berdych i fyra set. Både Franska öppna och Wimbledon vanns av Rafael Nadal, som därmed befäste sin position som ny världsetta.

### Rogers Cup
Efter Wimbledon spelade Federer i Rogers Cup där han nådde final men förlorade där mot Andy Murray.

### Cincinnati Masters
Han vann sedan sin fjärde Cincinnati-titel efter att ha besegrat Mardy Fish i tre set.

### US Open
I US Open uppvisade Federer i ett antal inledande matcher god form utan tecken på skadeproblem. Han tappade inte ett set i turneringen innan han mötte Novak Djokovic i semifinalen. Denna match förlorade Federer i fem set efter att ha haft två matchbollar i egen serve.

### Shanghai Masters
Federer gjorde därefter ett kortare uppehåll, men nådde finalen i Shanghai Masters som han förlorade mot Andy Murray i två set.

### Stockholm Open
Han spelade sedan i Stockholm Open för första gången sedan 2000, och vann turneringen.

### Swiss Indoors
Federer spelade sedan i Swiss Indoors där han var seedad etta. Han nådde finalen där han liksom 2009 mötte Novak Djokovic. Denna gång fick Federer revansch för fjolårsnederlaget genom att besegra Djokovic i tre set och vinna sin fjärde titel i Basel.

### Paris Masters
Han spelade sedan i Paris Masters, en turnering han aldrig vunnit, inte ens nått final. Federer spelade övertygande men förlorade semifinalen mot Gaël Monfils i en jämn tresetare efter att själv ha haft fem matchbollar.

### ATP World Tour Finals
Federer avslutade spelåret i Barclays ATP World Tour Finals. Han fick ett fantastiskt facit genom att gå obesegrad genom gruppspelet, där han i raka set slog David Ferrer, Andy Murray och Robin Söderling. Han besegrade sedan Novak Djokovic i semifinalen och även Rafael Nadal i finalen med 6–3, 3–6, 6–1 och vann sin femte titel i turneringen.